# Гимн России
Гимн Росси́и — один из официальных государственных символов Российской Федерации, наряду с флагом и гербом.
Музыка и основа текста были позаимствованы из гимна СССР, мелодию к которому написал Александр Александров на стихи Сергея Михалкова и Габриэля Эль-Регистана.

## Официальный текст
Россия — священная наша держава,

Россия — любимая наша страна.

Могучая воля, великая слава —

Твоё достоянье на все времена!

 Славься, Отечество наше свободное,

 Братских народов союз вековой,

 Предками данная мудрость народная!

 Славься, страна! Мы гордимся тобой!

От южных морей до полярного края

Раскинулись наши леса и поля.

Одна ты на свете! Одна ты такая —

Хранимая Богом родная земля!

 Славься, Отечество наше свободное,

 Братских народов союз вековой,

 Предками данная мудрость народная!

 Славься, страна! Мы гордимся тобой!

Широкий простор для мечты и для жизни

Грядущие нам открывают года.

Нам силу даёт наша верность Отчизне.

Так было, так есть и так будет всегда!

 Славься, Отечество наше свободное,

 Братских народов союз вековой,

 Предками данная мудрость народная!

 Славься, страна! Мы гордимся тобой!

## Ранние гимны России
Прежде, чем в 1816 году был официально принят государственный гимн, все торжественные события сопровождались церковными песнопениями, а при Петре Великом — военными маршами. Такие песни, как «Гром победы, раздавайся!», «Коль славен наш Господь в Сионе…», никогда не считались официальными гимнами, но были своего рода русскими «духовными» гимнами, приобретя популярность. В 1816 году был избран один из старейших европейских государственных гимнов, гимн Великобритании God Save the King («Боже, храни Короля»). Этот гимн стал в Российской империи исполняться на слова стихотворения Василия Жуковского «Молитва русских». С 1816 по 1833 годы этот русский гимн исполнялся во всех торжественных случаях, но музыка оставалась английской.
Автором второго официального гимна был Алексей Фёдорович Львов, в 1833 году сопровождавший Николая I в Австрию и Пруссию, где императора повсюду приветствовали звуками God Save the King. Царь поручил Львову сочинить новый гимн. Он написал мелодию и обратился к Василию Жуковскому с просьбой переделать несколько строчек, чтобы слова ложились на музыку. 18 декабря 1833 года состоялось первое публичное исполнение гимна, ставшего известным под названием «Боже, Царя храни!» в Москве в Большом театре. 25 декабря 1833 года Николай I утвердил гимн Львова.
«Боже, Царя храни!» оставался официальным гимном вплоть до свержения монархии в феврале 1917 года. 2 марта 1917 года Временное правительство ввело в качестве нового гимна «Марсельезу» — государственный гимн Франции, созданный в 1792 году К. Руже де Лилем и воспринимавшийся всеми как гимн свободе. В России была популярна «Рабочая Марсельеза» на слова Петра Лаврова — сокращённый вариант французского гимна.

## Интернационал
После Октябрьской революции 1917 года «Марсельезу» начал вытеснять «Интернационал» — международный пролетарский гимн, созданный во Франции. Его текст в 1871 году написал Эжен Потье, а музыку в 1888 году Пьер Дегейтер. На русском языке припев «Интернационала» был напечатан в 1900 году, полностью на русский язык «Интернационал» перевёл в 1902 году Аркадий Яковлевич Коц. Из шести частей оригинального текста в русский вариант вошло только три. Впервые пролетарский гимн официально прозвучал на похоронах жертв Февральской революции в Петрограде. Позднее текст был дополнен, и в 1918 году провозглашён III Всероссийским съездом советов Государственным гимном РСФСР (с 1922 года одновременно и гимном СССР).
С 1944 года, после введения нового Гимна СССР, «Интернационал» оставался официальной песней Коммунистической партии.

## Гимн Советского Союза после 1944 года

### Музыка

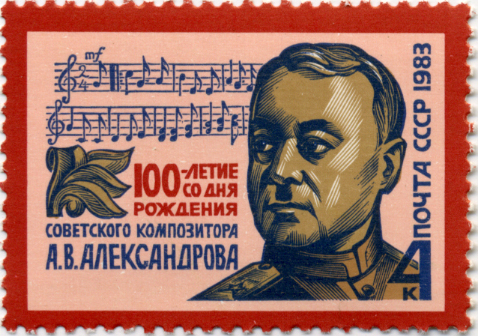
Почтовая марка 1983 года, посвящённая 100-летию со дня рождения Александра Александрова

Государственный гимн СССР, музыка которого совпадает с музыкой сегодняшнего российского гимна, был официально введён в действие 1 января 1944 года. После того, как в 1943 году был распущен Коминтерн, и отношения с союзниками требовали от СССР отказаться от каких-либо намёков на мировую революцию, сохранять в качестве гимна СССР «Интернационал» оказалось невозможно. Также победы в Великой Отечественной войне усилили патриотические настроения в советском обществе, и патриотические чувства решено было отразить в новом гимне. Был объявлен конкурс, в котором участвовало более сотни соискателей. Музыку для гимна выбирал лично Иосиф Сталин, остановивший свой выбор на песне «Гимн партии большевиков», написанной Александром Александровым ещё в 1939 году. Сама мелодия Сталину понравилась, но он обратил внимание Александрова на нескладную, по его мнению, инструментовку. Александров начал оправдываться, из-за отсутствия времени он поручил выполнить оркестровку своему заместителю Виктору Кнушевицкому. В итоге сошлись во мнении, что композитор должен оркестровать свои сочинения сам.
Прообраз мелодии Александрова содержится в песне «Жить стало лучше» (на стихи Василия Лебедева-Кумача) — своеобразном ответе на одно из самых известных высказываний Сталина, произнесённого им 17 ноября 1935 года в выступлении на Первом всесоюзном совещании рабочих и работниц — стахановцев: «Жить стало лучше, жить стало веселей, товарищи». В комиссию по отбору поступили предложения от сотен претендентов, среди которых были самые известные в стране композиторы и поэты: Дмитрий Шостакович, Арам Хачатурян, Михаил Светлов, Евгений Долматовский. Позже совместной работой Хачатуряна и Шостаковича стала «Песня о Красной Армии». В 1944 году Арам Хачатурян написал музыку к гимну Армянской ССР. Среди кандидатов была песня «Да здравствует наша держава» композитора Бориса Александрова, сына Александрова-старшего. Эта музыка стала впоследствии гимном Приднестровской Молдавской Республики.
В связи с предложением ввести мелодию гимна СССР в качестве гимна России в 2000 году в печати появились утверждения, что мелодия гимна принадлежит не Александрову, а Василию Калинникову. По мнению лидера фракции «Единство» в Госдуме Бориса Грызлова, указавшего тогда в своём выступлении на сходство между увертюрой «Былина» Калинникова и гимном: «…это лишь продолжение музыкальной традиции. Таким образом, прямолинейная идеологизация мелодии Александрова представляется необоснованной». Грызлов посчитал, что это сходство скорее аргумент в пользу мелодии Александрова. В то же время нет данных о том, что Александров имел возможность ознакомиться с «Былиной» в архиве.

### Текст

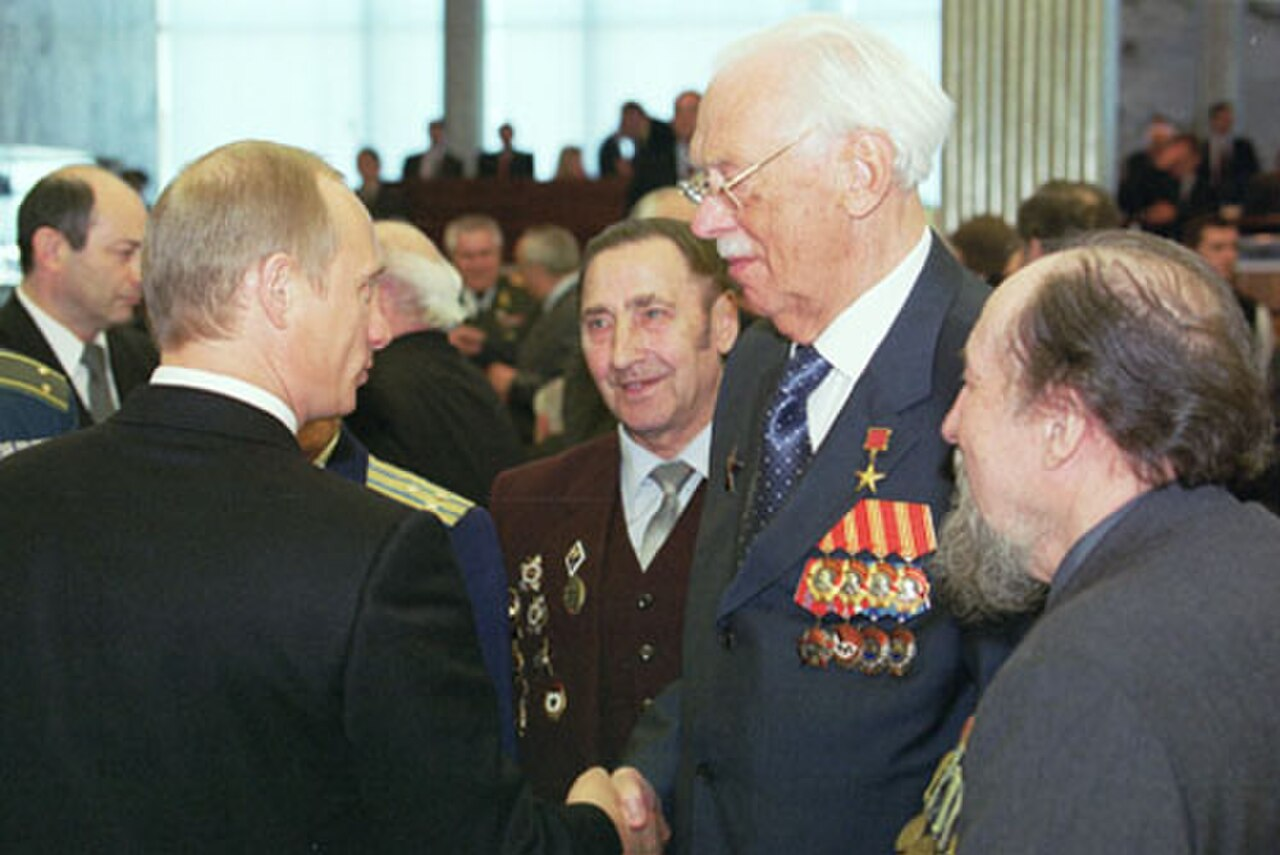
Владимир Путин с автором слов Гимна Сергеем Михалковым в Кремле, 2002 год

Текст гимна отбирал Сталин и специальная правительственная комиссия. Больше всего вождю понравился вариант Сергея Михалкова и Эль-Регистана, текст которого он лично редактировал. Поэты работали над текстом гимна до осени 1943 года, однако первой версией гимна Сталин был не совсем доволен. В телефонном разговоре с Михалковым он, в частности, отметил следующее: «Мало слов. Ничего не сказано о Красной Армии. Надо добавить ещё один куплет. Отразить роль нашей армии в героической борьбе против захватчиков. Показать нашу мощь и веру в победу». Через день доработанный текст был готов, 28 октября авторов пригласили к Иосифу Сталину. Когда их доставили в Кремль, Сталин представил лист с текстом гимна, который был исписан пометками и замечаниями. Михалкову и Эль-Регистану пришлось ещё раз доработать текст прямо в Кремле. Окончательный вариант гимна был положен на музыку «Гимна партии большевиков». Куплеты нового варианта текста хорошо ложились на эту мелодию, авторы слов ещё на первой стадии работы взяли за образец его стихотворный размер. Пришлось переписать припев в нужном размере, но с этим поэтам удалось справиться быстро. 14 декабря 1943 года постановлением Политбюро ЦК ВКП(б) гимн официально был принят. Впервые новый гимн был исполнен в ночь на 1 января 1944 года. Официально использовался с 15 марта 1944 года.
В ходе «мягкой десталинизации» 7 декабря 1955 года было принято постановление ЦК КПСС о создании комиссии во главе с Д. Т. Шепиловым, на которую было возложено руководство работой по подготовке нового Государственного гимна СССР.
После осуждения «культа личности» Сталина на XX съезде КПСС в 1956 году, гимн СССР использовался без слов, хотя официально слова гимна отменены не были. В частных беседах этот гимн стали именовать «Песней без слов».
Вновь конкурс на создание нового гимна был объявлен в 1959 году. Работа над ним продолжалась до отставки Хрущёва, после чего тихо свернулась. В заметке, опубликованной в «Известиях» утверждалось, что конкурс на создание нового гимна был прерван по неизвестной причине.
15 апреля 1965 года в записке Петру Демичеву Михалков писал:

Мне было поручено написать новый вариант Гимна СССР на ныне существующую музыку Гимна (муз. А. В. Александрова). Задание мною было выполнено и новый вариант текста на известную музыку был записан на грампластинку в исполнении хора и оркестра Большого театра для прослушивания в инстанциях. В настоящее время я, продолжая совершенствовать текст, переделал две первые строки припева и счел возможным сократить весь текст Гимна до двух куплетов с одним припевом.— 
В 1970 году С. В. Михалков подготовил откорректированный вариант текста гимна, утверждённый указом Президиума Верховного Совета СССР от 27 мая 1977 года. В нём были исключены упоминания о Сталине, армии, знамени и добавлены слова о Коммунистической партии и коммунизме.

## Гимн России (1990—2000)
Принятие гимна СССР инициировало процесс создания государственных гимнов союзных республик с упоминанием их в республиканских конституциях и исполнением вместе с гимном СССР на официальных мероприятиях. Однако гимн РСФСР тогда так и не был принят. С началом системного распада, происходившего в социальной структуре, общественной и политической сфере Советского Союза в начале 1990-х годов, советские государственные символы перестали соответствовать политической ситуации в стране. В 1990 году в РСФСР была образована правительственная комиссия по созданию государственного гимна. В качестве его музыки была выбрана мелодия, созданная на основе незавершённого произведения М. И. Глинки, написанного им в 1833 году. Мелодия эта была найдена в архиве композитора лишь в 1895 году. Впервые она прозвучала в аранжировке М. Багриновского в 1944 году под названием «Патриотическая песня». 23 ноября 1990 года на сессии Верховного Совета РСФСР произведение исполнил военно-духовой оркестр Министерства обороны СССР. 27 ноября 1990 года «Патриотическая песня» в оркестровке Андрея Петрова без слов была единогласно утверждена в качестве государственного гимна РСФСР.
После распада СССР в 1991 году мелодия Глинки осталась гимном Российской Федерации. 11 декабря 1993 года указом президента Б. Ельцина было утверждено Положение о Государственном гимне РФ, на основании которого гимном признавалась мелодия, созданная на основе «Патриотической песни». В соответствии со статьёй 70 Конституции 1993 года государственные символы (герб, флаг, гимн) и порядок их использования устанавливаются федеральным конституционным законом. Однако попытки президента Б. Ельцина провести такой закон через Государственную думу блокировались сторонниками левых партий, составлявшими большинство в нижней палате парламента II созыва. КПРФ периодически предпринимала попытки утвердить вместо него гимн СССР, однако ей также не хватало необходимых 300 голосов для принятия федерального конституционного закона.

### Конкурс на текст гимна
Принятый гимн исполнялся без слов, общепризнанного текста для «Патриотической песни» не было. Впоследствии был объявлен конкурс на создание текста, в котором стихи принимались от всех граждан России. В комиссию поступило свыше 6000 текстов. Было отобрано 20 вариантов, которые были записаны на плёнку хоровым коллективом для окончательного выбора.
Лучшим признали текст Виктора Радугина «Славься, Россия!». Однако официально он не был принят. В обществе и в парламенте существовали полярные точки зрения как о мелодии, так и о тексте. В 1998 году было решено, что целесообразнее на некоторое время снять вопрос о законодательном закреплении государственной символики. «Патриотическая песня» была одной из немногих государственных мелодий в мире, исполнявшихся без слов в то время. С 1990 по 2000 годы «бессловесные» гимны были в Беларуси (до 2002 года), Испании, Боснии и Герцеговине (до 2009 года).

## Принятие современного гимна

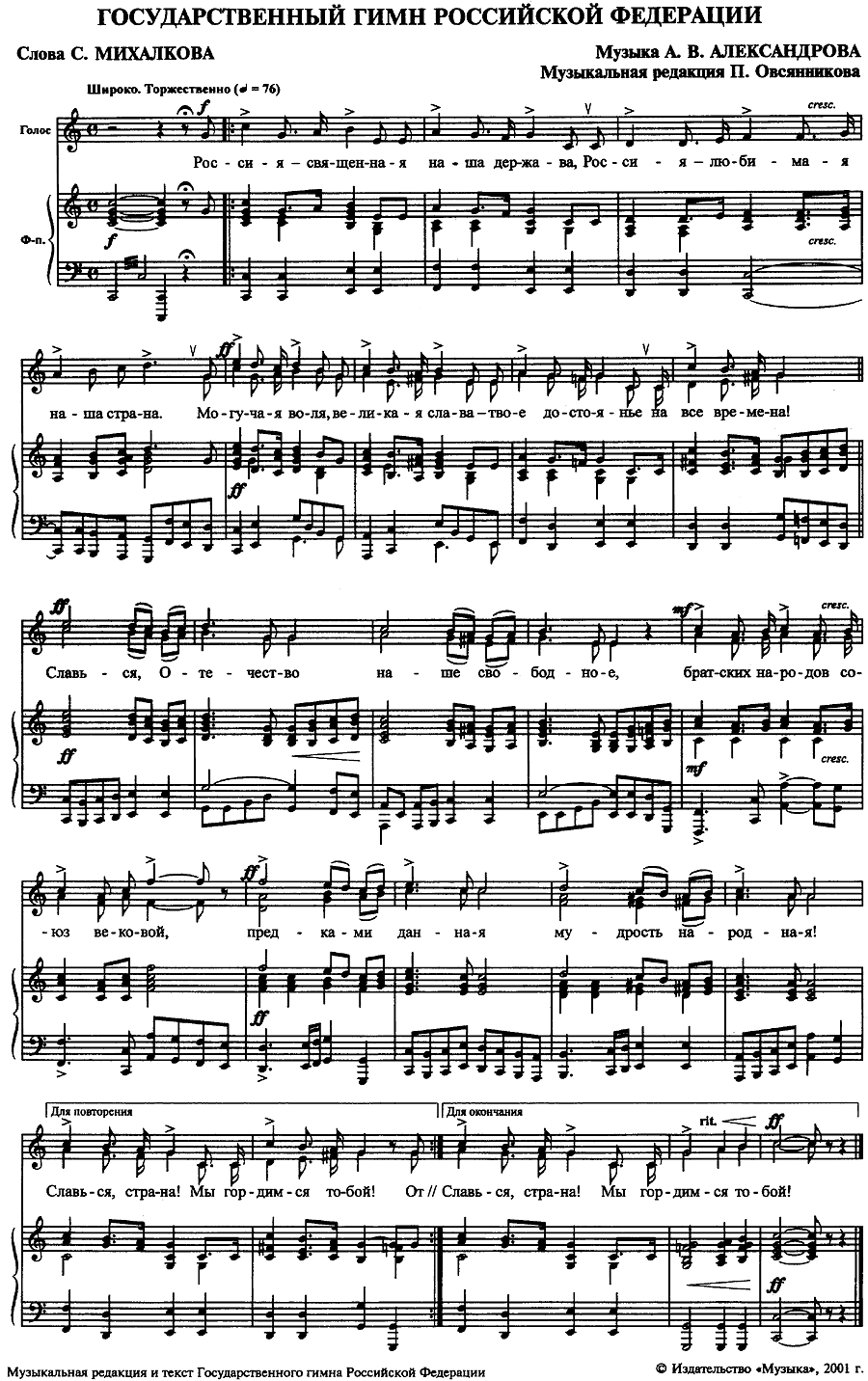
Текст и нотная запись Государственного гимна России

Дебаты вокруг гимна возобновились в октябре 2000 года, после встречи Владимира Путина с российскими спортсменами, которые жаловались новому президенту на отсутствие слов и невозможность петь гимн во время церемоний награждения медалями на летних Олимпийских играх. До этого футболисты московского «Спартака» высказывали недовольство на отсутствие слов в гимне, это сказывается на моральном духе и патриотическом настрое команды, а также ухудшает результаты на международных выступлениях. Этого же мнения придерживались члены сборной футбольной команды, не попавшие в финальную часть чемпионата мира в 1998 году. Путин привлёк к этой проблеме внимание общественности и вынес проблему на рассмотрение Государственного совета. Государственный совет сформировал рабочую группу по разработке официальной российской символики во главе с членом президиума Госсовета В. А. Яковлевым.
В ходе ноябрьской сессии Совета Федерации президент России заявил, что законодательное закрепление государственных символов (гимна, герба и флага) должно быть приоритетной задачей для государства. В качестве музыки для гимна Путин предложил взять бывший советский гимн, написав при этом к нему новый текст. 4 декабря 2000 года он внёс в Госдуму новый законопроект «О Государственном гимне Российской Федерации». 8 декабря Госдума проголосовала в пользу принятия музыки Александрова в качестве гимна: 379 депутатов — «за», 51 депутат проголосовал «против» и 2 воздержались.
| Фракция                             | Депутаты | За  | Против | Воздержались | Не голосовали | Вакантные места |
| ----------------------------------- | -------- | --- | ------ | ------------ | ------------- | --------------- |
| КПРФ                                | 87       | 85  | 0      | 0            | 2             |                 |
| «Единство»                          | 84       | 82  | 1      | 0            | 1             |                 |
| «Народный депутат»                  | 62       | 60  | 0      | 0            | 2             |                 |
| «Отечество — Вся Россия»            | 45       | 42  | 1      | 1            | 1             |                 |
| «Регионы России»                    | 44       | 41  | 0      | 0            | 3             |                 |
| Агропромышленная депутатская группа | 42       | 42  | 0      | 0            | 0             |                 |
| «Союз правых сил»                   | 33       | 2   | 30     | 1            | 0             |                 |
| «Яблоко»                            | 19       | 1   | 17     | 0            | 1             |                 |
| ЛДПР                                | 16       | 16  | 0      | 0            | 0             |                 |
| Независимые депутаты                | 14       | 8   | 2      | 0            | 4             |                 |
| Общий результат                     | 446      | 379 | 51     | 2            | 18            | 4               |
| Справка о результатах голосования   |          |     |        |              |               |                 |

Единственный проголосовавший «за» из фракции партии «Яблоко» — Владимир Лукин, от «Союза правых сил» таких депутатов было двое — Генералов и Шиманов, также «за» проголосовал Роман Абрамович. В «Единстве» «против» был Коптев-Дворников, в «Отечестве» — Дубов, среди независимых — Рыжков и Гончар.
По итогам голосования была создана комиссия, задачей которой являлось рассмотрение предложений о тексте государственного гимна. От граждан было получено свыше 6000 писем с текстами, но комиссия остановила свой выбор на стихах С. В. Михалкова. До официального принятия окончательного текста гимна в печать попал один из первоначальных вариантов текста Михалкова, в котором сделаны упоминания о флаге, гербе России, а также о Господе:
Могучие крылья расправив над нами,

Российский орёл совершает полёт,

И символ Отчизны — трёхцветное знамя

Народы России к победе ведёт!

Славься, Отечество наше свободное,

Братских народов союз вековой!

Предками данная мудрость народная!

Родина, славься! Господь над тобой!

Никто не поставит тебя на колени,

Родная, великая наша страна!

В сраженьях решалась судьба поколений,

Во славу России, во все времена!

Славься, Отечество наше свободное,

Братских народов союз вековой!

Предками данная мудрость народная!

Родина, славься! Господь над тобой!

Суровой дорогой лихих испытаний

В борьбе за свободу пришлось нам пройти.

С надеждой и верой вперёд, россияне!

И пусть нас Господь сохраняет в пути!

Славься, Отечество наше свободное,

Братских народов союз вековой!

Предками данная мудрость народная!

Родина, славься! Господь над тобой!
Первая строка, а также многократные упоминания Господа в тексте подверглись критике во время обсуждения закона в Думе. Коммунисты советовали авторам проектов текста не упоминать государственные символы. Кроме варианта Михалкова, в обсуждение были включены ещё несколько вариантов текстов, многие из которых были откровенно шуточными.
20 декабря 2000 года Совет Федерации одобрил пакет законопроектов, в который входил и закон о гимне. 25 декабря Федеральный конституционный закон «О Государственном гимне Российской Федерации» был подписан президентом России Владимиром Путиным. Через два дня закон был опубликован в «Российской газете». Музыка Александрова была официально принята, 30 декабря указом президента был утверждён текст гимна. Впервые официально новый гимн прозвучал на торжественном приёме в Большом Кремлёвском дворце по случаю Нового года, а 1 января 2001 года он прозвучал после новогоднего обращения президента России.
Принятие гимна вызвало неоднозначную реакцию в обществе. Бывший президент России Борис Ельцин высказал категорическое несогласие с возвращением советской мелодии в качестве гимна России. В интервью газете «Комсомольская правда» он утверждал, что Путину не следовало изменять гимн просто «слепо следуя за настроением людей». По его мнению, восстановление прежнего гимна помешает отказаться обществу от негативных воспоминаний о советском прошлом. Это был один из немногих случаев критики в адрес Путина со стороны предыдущего президента. Либеральная политическая партия «Яблоко» заявила, что принятие советского гимна «усугубило раскол в обществе по политическим мотивам».
Другие государственные символы (герб, флаг) в декабре также получили конституционное подтверждение. Триколор и двуглавый орёл были приняты Госдумой и одобрены Советом Федерации, как того требует Конституция. Был положен конец дебатам вокруг государственных символов. Вскоре Путин отметил, что таким образом был сделан необходимый шаг для исцеления прошлого страны, объединения краткосрочного советского периода с долгой историей всей России. По его словам, отказ от использования символов советского прошлого признал бы то, что целое поколение граждан прожило бесполезную, бессмысленную и напрасную жизнь.

## Восприятие гимна в обществе

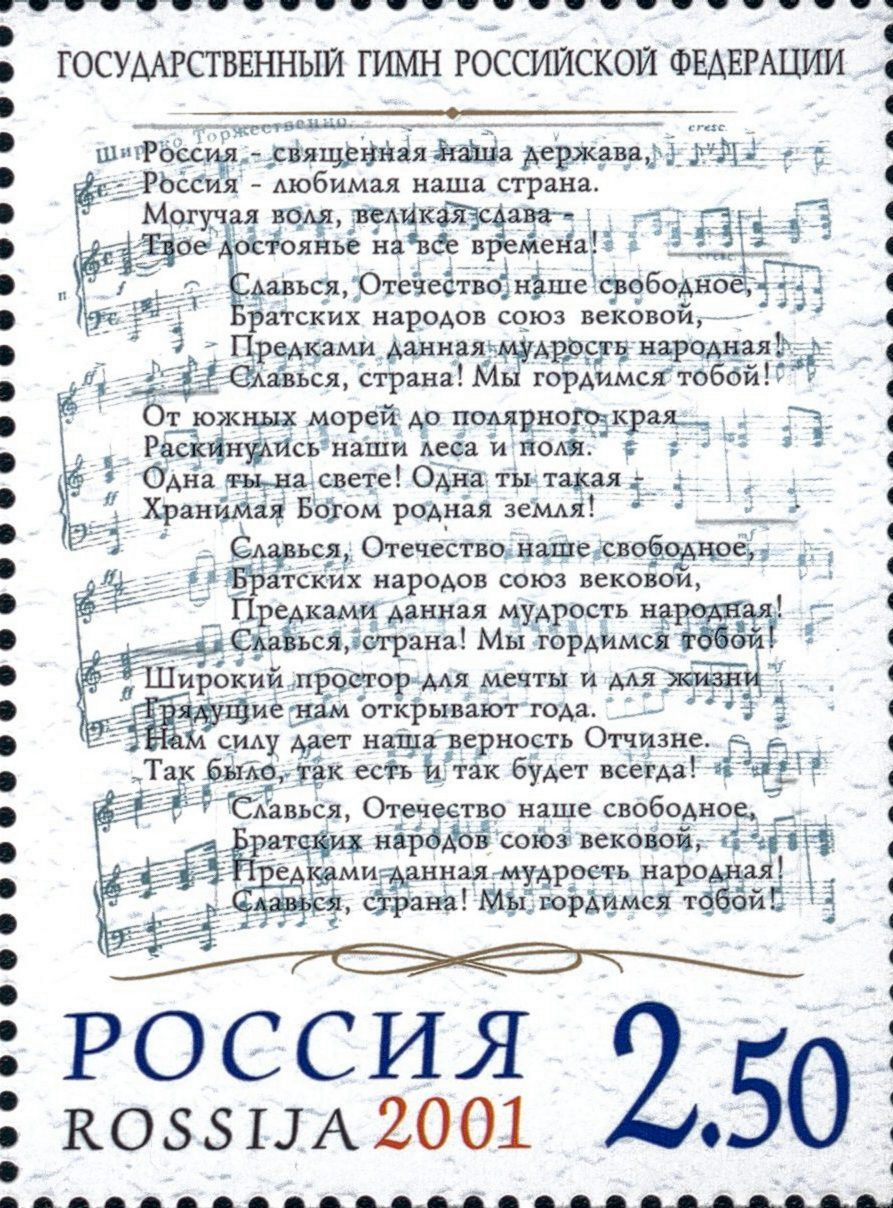
Почтовая марка 2001 года с текстом российского гимна

### В России
В связи с тем, что музыка и некоторые слова гимна заимствованы из советской государственной песни, в российском обществе существуют различные мнения по поводу использования этого гимна в современной России.
Против восстановления советского гимна высказывались первый президент России Б. Ельцин, политики Борис Немцов и Григорий Явлинский, писатели Александр Солженицын, Александр Володин, Борис Стругацкий и Михаил Чулаки, артистка балета Екатерина Максимова, балерина Майя Плисецкая, музыкант Мстислав Ростропович, рок-музыкант Юрий Шевчук, певица Галина Вишневская, актёры Олег Басилашвили, Валентин Гафт, Кирилл Лавров, Андрей Смирнов, Галина Волчек, Евгений Миронов, Ольга Остроумова, композиторы Родион Щедрин и Андрей Петров, режиссёры Глеб Панфилов и Валерий Тодоровский, литературовед Мариэтта Чудакова, тележурналисты Евгений Киселёв и Леонид Парфёнов и другие известные общественные и политические деятели России. Они заявляли, что не могут признать сталинский гимн гимном своей страны. В 2001 году в ходе Гражданского форума с участием президента Путина и представителей гражданского общества власти отказались от исполнения гимна, поскольку правозащитница Людмила Алексеева предупредила организаторов о том, что не будет вставать во время его исполнения:

«Нам сказали: „Президент будет на форуме выступать, надо играть гимн“. А мы говорим: „Но вы должны отдавать себе отчёт, что не все встанут“. Например, меня прочат в ведущие первого совещания. То есть я буду сидеть рядом с президентом. И не встану. Скандалов не люблю, и мне было бы очень тяжело это делать, но есть вещи, которые я просто не могу себе позволить. Они согласились — не будет гимна».— Людмила Алексеева в интервью газете «Время новостей»
Основным аргументом критики гимна было то, что он был принят при Сталине, с именем которого обычно связывают массовые репрессии в СССР в период его правления.
С другой стороны, значительное число политических, религиозных и общественных деятелей России поддержало гимн.
В частности, патриарх Алексий II 7 декабря 2000 года высказался о вновь вводимом гимне следующим образом:

«Символика государства должна отражать нашу историю — и дореволюционную, и послевоенную», — считает предстоятель церкви. Именно этот принцип, по его мнению, положен в основу предложенного президентом РФ варианта государственной символики. С одной стороны, сказал патриарх Алексий, — флаг и герб, которые отражают дореволюционную историю, с другой — музыка Александрова, которая «помогала объединять нашу страну в трудные годы, восстанавливать её из разрухи в послевоенный период».

Ряд деятелей российской культуры (Владимир Грамматиков, Тереза Дурова, Александр Калягин, Игорь Моисеев, Татьяна Доронина, Геннадий Хазанов, Георгий Жжёнов, Юрий Соломин, Вячеслав Тихонов, Марлен Хуциев, Зураб Церетели, Карен Шахназаров) подписал Открытое письмо депутатам Государственной думы, в котором просил поддержать президентские инициативы в области государственной символики.
В поддержку гимна на музыку Александрова высказывались также политические деятели В. Жириновский, Е. Примаков и Д. Рогозин, тренер В. Фетисов, Олимпийский комитет России и другие деятели и организации.
В 2007 году гимн России прозвучал на похоронах первого президента РФ Ельцина. Исполнение государственного гимна являлось обычной церемонией во время государственных похорон руководителей страны: А. Н. Косыгина, Л. И. Брежнева, Ю. В. Андропова, К. У. Черненко. Но советский гимн вместо мелодии Глинки на могиле человека, известного своим курсом отказа от социалистического прошлого, некоторым показался неуважением к памяти Ельцина. Б. Березовский в интервью британской газете The Daily Telegraph заявил следующее: «Похороны Бориса Ельцина под звуки советского гимна — изощрённое издевательство над памятью о человеке, давшем свободу не только России». Персонально Ельцин в документальном фильме Виталия Манского «Свидетели Путина» на вопрос, связанный с возвращением советского гимна в видоизменённой версии, с грустью ответил: «Красненько». Российское правительство утверждает, что торжественность музыки и поэтичность слов гимна, несмотря на свою историю, являются символом единства российского народа; слова текста гимна вызывают «чувства патриотизма, уважения к истории страны, её государственному строю».
Опрос общественного мнения, проведённый ВЦИОМ в августе 2009 года, показал, что 56 % граждан России чувствуют гордость за страну во время прослушивания государственного гимна. Тем не менее только 39 % респондентов смогли вспомнить слова первой строки гимна. Это больше, по сравнению с 2007 годом, когда правильно назвали первые слова гимна 33 % россиян. В целом, симпатию к гимну испытывают 25 % опрошенных. Также было отмечено, что молодые люди чаще вспоминают гимн страны (56 % респондентов в возрасте 18—24 лет против 24—41 % россиян более старшего возраста).
КПРФ решительно поддерживает восстановление мелодии Александрова, но некоторые её члены предлагали изменения в тексте. Так, в марте 2010 года депутат от КПРФ Борис Кашин предложил изъять из текста государственного гимна упоминание слова «Бог». Предложение Кашина поддержал также обозреватель газеты «Спид-Инфо» Александр Никонов, обращавшийся в Конституционный суд с подобной жалобой в 2005 году. По их мнению, религия должна быть частным делом граждан и ни в коем случае не должна использоваться со стороны светского государства. В конце марта 2010 года Правительство Российской Федерации отклонило просьбу коммунистов об удалении из текста гимна слова «Бог».

### За рубежом
17 июня 2008 года Сейм Литовской Республики принял закон о запрете символики СССР и нацистской Германии на массовых мероприятиях, подвергнув запрету гимн СССР, музыка которого является и музыкой гимна РФ. В связи с этим решением в адрес Сейма посыпались многочисленные вопросы с требованием объяснить это возможное толкование закона, при буквальном его толковании в случае проведения на территории Литвы международных соревнований с участием российских спортсменов и исполнения российского гимна (к примеру, перед гипотетическим футбольным матчем России и Литвы) к уголовной ответственности могут привлечь как организаторов турнира, так и делегации российских команд. Сейм же ответил, что в случае выступления российских спортсменов и исполнения гимна России никто к ответственности привлекаться не будет.
Во время зимних Олимпийских игр 2018 года в связи с дисквалификацией Олимпийского комитета России и необходимостью выступать под олимпийским флагом при награждении золотыми медалями исполнялся не гимн РФ, а олимпийский гимн, однако это не помешало хоккеистам сборной России, завоевавшим титулы олимпийских чемпионов и российским болельщикам на трибунах, исполнить его на награждении а капелла поверх олимпийского гимна. Несмотря на прокатившуюся в Интернете волну жалоб и возмущений, Международный олимпийский комитет решил не принимать никаких мер в отношении делегации Олимпийских атлетов из России, поскольку «это было сделано в связи с невероятным возбуждением после завоевания золотой медали в экстраординарных обстоятельствах».

## Использование гимна
Порядок официального использования гимна изложен в Федеральном конституционном законе, подписанном президентом России В. Путиным. 25 декабря 2000 года. Исполнение гимна допускается в оркестровом, хоровом, оркестрово-хоровом или ином вокальном и инструментальном варианте с точным соответствием утверждённой музыки и текста. Во время звучания гимна допускается звуко- и видеозапись, а также использование средств теле- и радиотрансляции. Гимн обязательно должен звучать во время вступления в должность президента, руководителей органов государственной власти, при открытии и закрытии заседаний Совета Федерации и Госдумы, церемоний встреч и проводов посещающих Россию с официальными визитами глав иностранных государств, при подъёме государственного флага и других официальных церемониях.
Как правило, гимн исполняется на торжественных или праздничных мероприятиях, таких как парад Победы в Москве. 9 мая 2009 года гимн на Красной площади прозвучал только в инструментальном исполнении, так как из-за особой акустики в этом месте часть текста поглощает эхо. Государственный гимн ежедневно транслируется государственными телевизионными и радиовещательными компаниями перед началом и по окончании вещания, а при круглосуточном вещании — в 6 часов и в 24 часа. Также гимн звучит после поздравления президента в новогоднюю ночь. В соответствии с законом гимн исполняется при проведении официальных церемоний во время спортивных соревнований на территории России и за её пределами, учитывая правила проведения этих соревнований. При официальном звучании гимна присутствующие обязаны слушать стоя, мужчины — снять головные уборы. Если при этом происходит поднятие флага, присутствующие поворачиваются к нему лицом. Кроме того, на парадах Победы в 2003, 2004, 2006 и 2007 годах гимн исполнялся а капелла, то есть без сопровождения оркестра.
Гимн состоит из трёх куплетов, исполняется с размерами такта 2/4 или 4/4, в тональности до мажор, в темпе 76 четвертей в минуту.
Под новый 2002 год была представлена новая версия гимна России в тональности си-бемоль мажор, которая продолжалась до 2009 года.
После новогоднего обращения президента Российской Федерации Дмитрия Медведева прозвучала третья версия гимна, которая исполняется по настоящее время. Использование каждого музыкального размера должно способствовать торжественному и распевному исполнению произведения. Тональность и темп нового гимна остались неизменными в сравнении с музыкальной редакцией гимна СССР 1977 года. Существует две музыкальные редакции гимна — для симфонического и духового оркестров.
По российскому гражданскому законодательству государственные символы не являются объектами авторских прав, поэтому музыка и слова гимна могут свободно использоваться в других музыкальных и иных произведениях искусства.
В 2004 году Путин высказал недовольство поведением российских футболистов во время звучания государственного гимна. При церемонии исполнения гимна России на чемпионате Европы в Португалии видеокамера запечатлела игроков сборной страны, жующих жевательные резинки. Путин в телефонном разговоре с главой Олимпийского комитета России Леонидом Тягачёвым просил передать футболистам:

чтобы во время исполнения российского гимна они подпевали, а не жевали жвачку
7 октября 2006 года в центре Грозного более 60 тысяч человек, взявшись за руки, одновременно спели гимн России. Акция была посвящена дню рождения президента Путина.
В 2012 году рок-группа Accept включила несколько музыкальных фраз из гимна в соло песни Stalingrad из одноимённого альбома.
В 2006 году словенская группа Laibach в своём альбоме Volk выпустила альтернативную версию гимна России под названием Rossija.
Гимн РФ спели в авторских аранжировках известные российские музыканты и певцы Николай Носков, Анита Цой, Николай Расторгуев, Сати Казанова, Надежда Бабкина, Григорий Лепс, Лариса Долина (в прошлом звучали на Радио «Маяк» и на Русском радио в 0:00 и в 6:00 ежедневно).
1 сентября 2019 года в Санкт-Петербурге на стадионе «Газпром Арена» гимн исполнили 8097 музыкантов и установили мировой рекорд, зафиксированный представителями Книги рекордов Гиннесса для внесения в издание.
18 ноября 2019 года Соломбальский районный суд Архангельска назначил штраф в размере 2 тысяч рублей экоактивистке Анне Вешкурцевой, выступающей против размещения мусорного полигона на станции Шиес, за исполнение гимна на митинге. По мнению суда, митинг не является торжественным мероприятием, во время проведения которого может исполняться гимн, поэтому исполнение нарушило статью 17.10 КоАП РФ.
По заявлению Министерства просвещения России, с 1 сентября 2022 года в школах исполняется государственный гимн раз в неделю перед уроками.